# Viellie
Ozero Velje (ryska: Озеро Велье) är en sjö i Belarus. Den ligger i voblasten Vitsebsks voblast, i den norra delen av landet, 200 km norr om huvudstaden Minsk. Ozero Velje ligger 138 meter över havet. Arean är 0,84 kvadratkilometer. Den sträcker sig 1,6 kilometer i nord-sydlig riktning, och 1,2 kilometer i öst-västlig riktning.
I omgivningarna runt Ozero Velje växer i huvudsak blandskog. Runt Ozero Velje är det ganska tätbefolkat, med 72 invånare per kvadratkilometer.